# Стриганці (Івано-Франківський район)
Стри́ганці — село в Україні, в Єзупільській селищній громаді Івано-Франківського району Івано-Франківської області. Населення становить близько 900 осіб.

## Географія
Село Стриганці розташоване за 24 км від обласного центру та 12 км від адміністративного центру селищної громади. Через село пролягає автошлях регіонального значення Р20 та тече річка Коростільна.

## Історія
Село засноване 1624 року. У 1934—1939 роках село входило до складу сільської ґміни Рошнюв Тлумацького повіту.
У 1939 році в селі мешкало 1500 осіб, з них 1420 українців-греко-католиків, 30 українців-римокатоликів, 20 поляків і 30 євреїв. У 1860—1892 роках парохом села був о. Ієронім Левицький.

Капличка
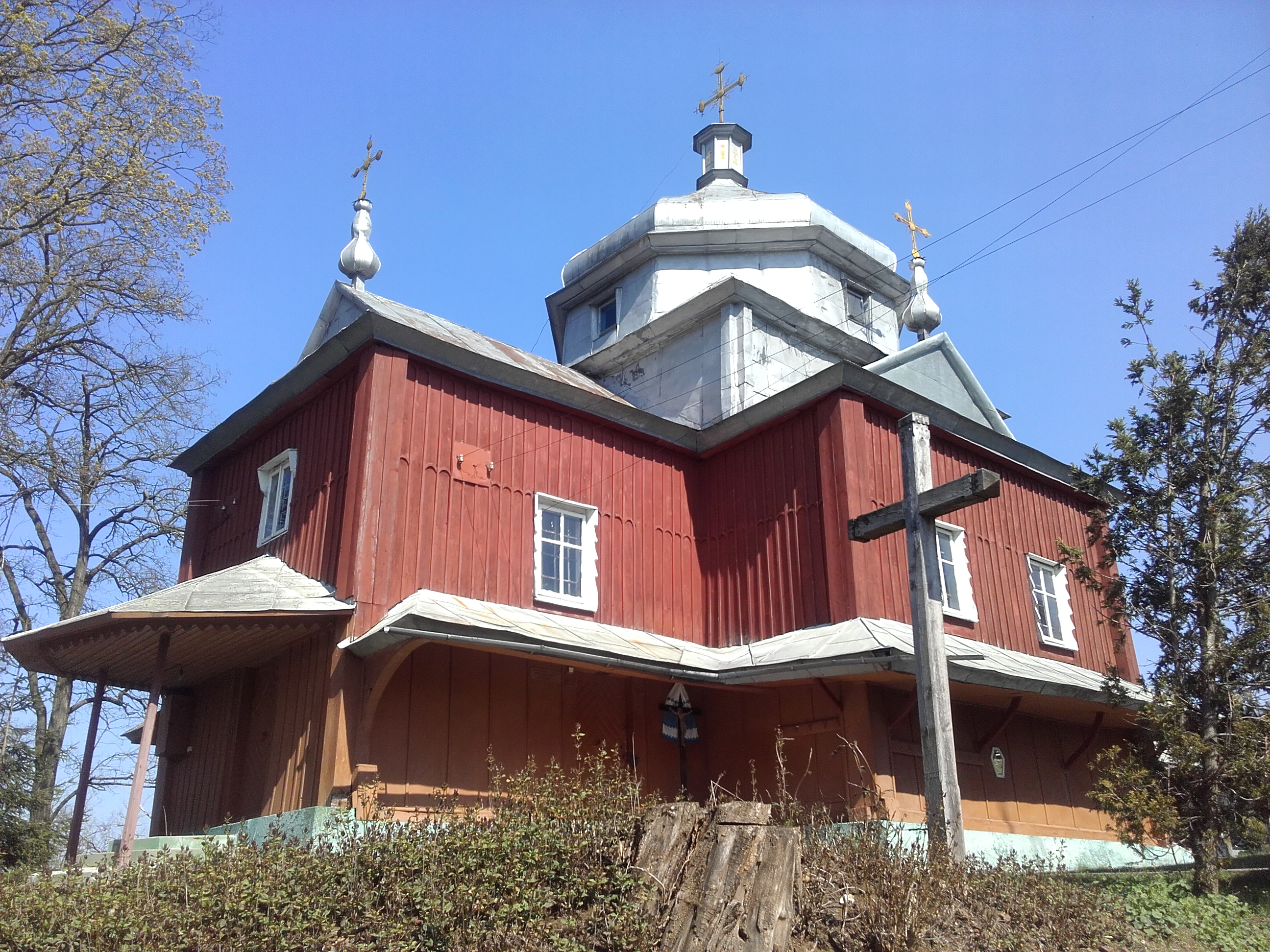
Церква Пресвятої Трійці (1852)
Сільська капличка

До 2020 р. роль місцевої адміністрації виконувала Стриганецька сільська рада.
12 червня 2020 року, відповідно з розпорядженням Кабінету Міністрів України № 714-р «Про визначення адміністративних центрів та затвердження територій територіальних громад Івано-Франківської області»,  було ліквідовано Стриганецьку сільську раду та село увійшло до складу Єзупільської селищної громади.
17 липня 2020 року, в результаті адміністративно-територіальної реформи та ліквідації Тисменицького району, село увійшло до складу Івано-Франківського району. Представництво місцевої адміністрації виконує староста Стриганецького старостинського округу Єзупільської селищної ради.
В цей же період Стриганецький навчально-виховний комплекс реорганізовано в Стриганецьку гімназію Єзупільської селищної ради, а пізніше в Стриганецьку філію Єзупільського ліцею Єзупільської селищної ради.

## Населення

### Мова
Розподіл населення за рідною мовою за даними перепису 2001 року:
| Мова       | Кількість | Відсоток |
| ---------- | --------- | -------- |
| українська | 971       | 99.9 %   |
| російська  | 1         | 0.1 %    |
| Усього     | 972       | 100 %    |

## Пам'ятки
В селі зберігся зведений у 1923 році пам'ятник Тарасові Шевченку.

## Світлини

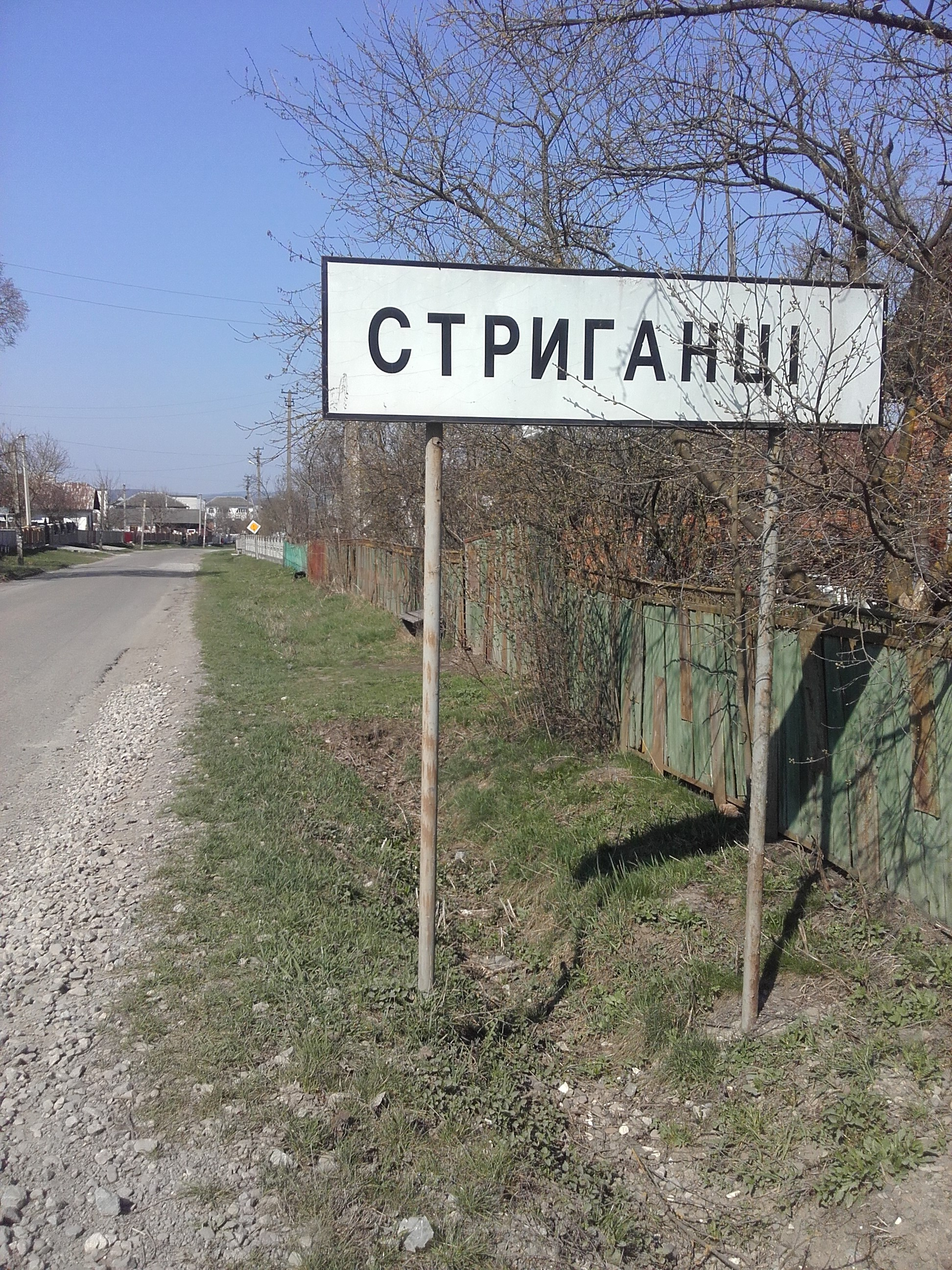
Дорожній показжик
Пам'ятник Тарасові Шевченку
Пам'ятник полеглим воїнам

Адміністративна булівля (колишня сільрада)
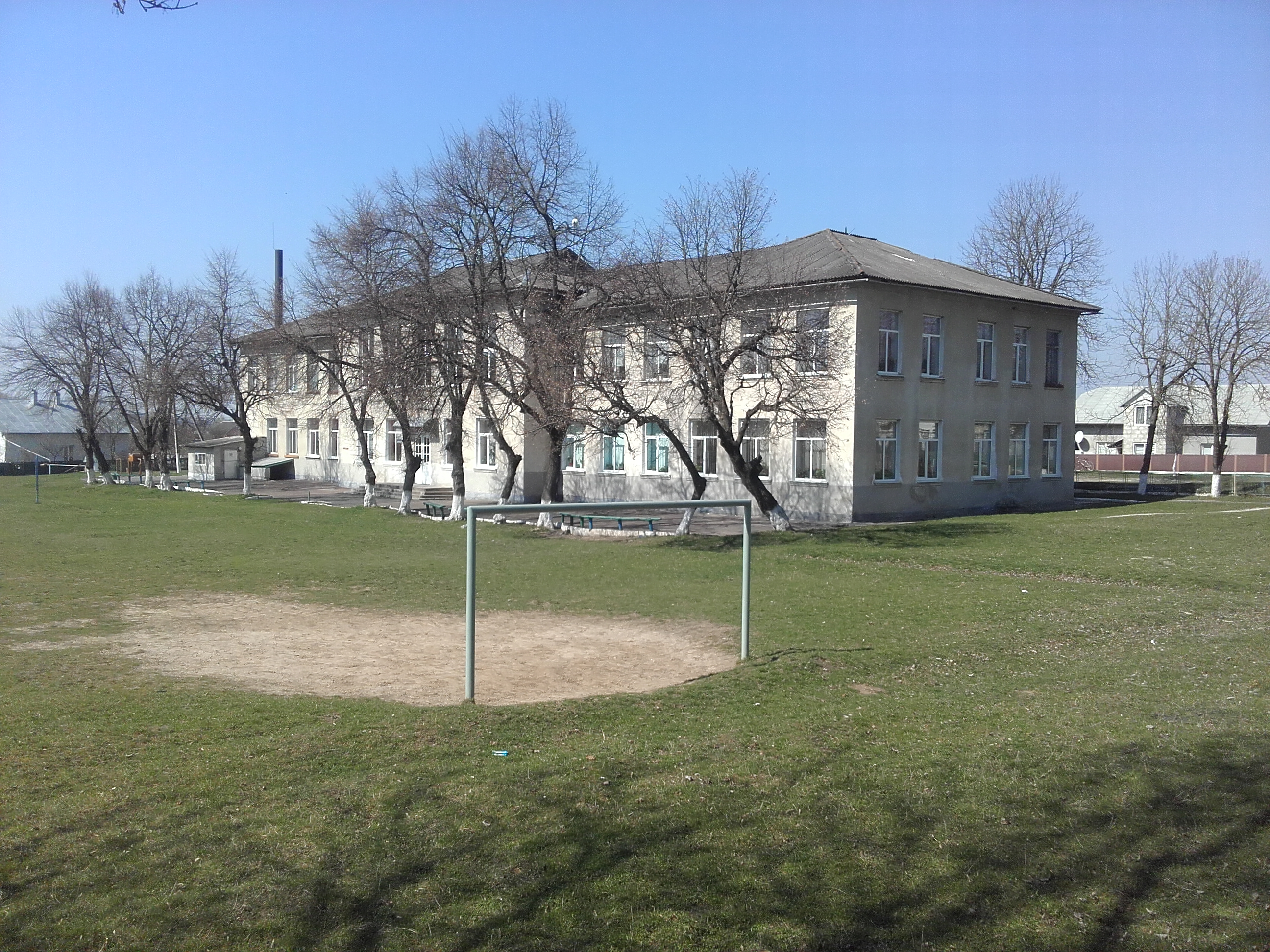
Школа
Амбулаторія

## Відомі люди
- Біглей Євген (25 січня 1997 - 15 грудня 2022, с. Верхньокам'янка, Бахмутський район, Донецька область) - житель села Стриганці. Стрілець 2-го стрілецького відділення 1-го стрілецького взводу 1-ї стрілецької роти військової частини А4017. Загинув при обороні України від російських окупантів.
- Ферштей Василь Михайлович (25 листопада 2000— 13 жовтня 2023) — уродженець села Стриганці. Лейтенант, командир взводу спеціального призначення 14-ї бригади Національної гвардії «Червона Калина». Загинув при обороні України від російських окупантів. Посмертно нагороджений орденом «За мужність» III ступеня.
- Собко Василь Васильович (21 липня 1979 - 26 грудня 2023, поблизу с. Берестове, Бахмутський район, Донецька область) - житель села Стриганці. Кулеметник 109-го окремого гірсько-штурмового батальйону (військова частина А3892). Загинув при обороні України від російських окупантів.